# 크로우즈 앤드 스패로우
크로우즈 앤드 스패로우(乌鸦与麻雀, Crows and Sparrows)는 중국에서 제작된 정준리 감독의 1949년 드라마 영화이다.

## 출연
- 웨이허링 - 콩여우원(별칭 공자) 역
- 자오단 - 미스터 샤오 역
- 위인 - 미시즈 샤오 역
- 순다오린 - 화제즈 역
- 샹관윈주 - 미시즈 화 역

## 같이 보기
- 중국 영화
- 국공 내전